# Antennarius commerson
Poisson-grenouille géant, Poisson-grenouille de Commerson
Espèce
Synonymes
- Antennarius bivertex Commerson, 1798[2]
- Antennarius caudimaculatus (Rüppell, 1838)[2]
- Antennarius commerson (Latreille, 1804) (préféré par NCBI)[3]
- Antennarius commerson (Latreille, 1804)[2]
- Antennarius commersoni (Latreille, 1804)[2]
- Antennarius commersoni[3]
- Antennarius commersonii (Cuvier, 1817)[2]
- Antennarius commersonii (Latreille, 1804)[2]
- Antennarius goramensis Bleeker, 1865[2]
- Antennarius lateralis Tanaka, 1917[2]
- Antennarius lutescens Seale, 1906[2]
- Antennarius moluccensis Bleeker, 1855[2]
- Antennarius rubrofuscus (Garrett, 1863)[2]

Antennarius commerson, ou communément nommé Poisson-grenouille géant ou Poisson-grenouille de Commerson, est une espèce de poissons marins de la famille des Antennaires ou poissons-grenouilles.

## Description

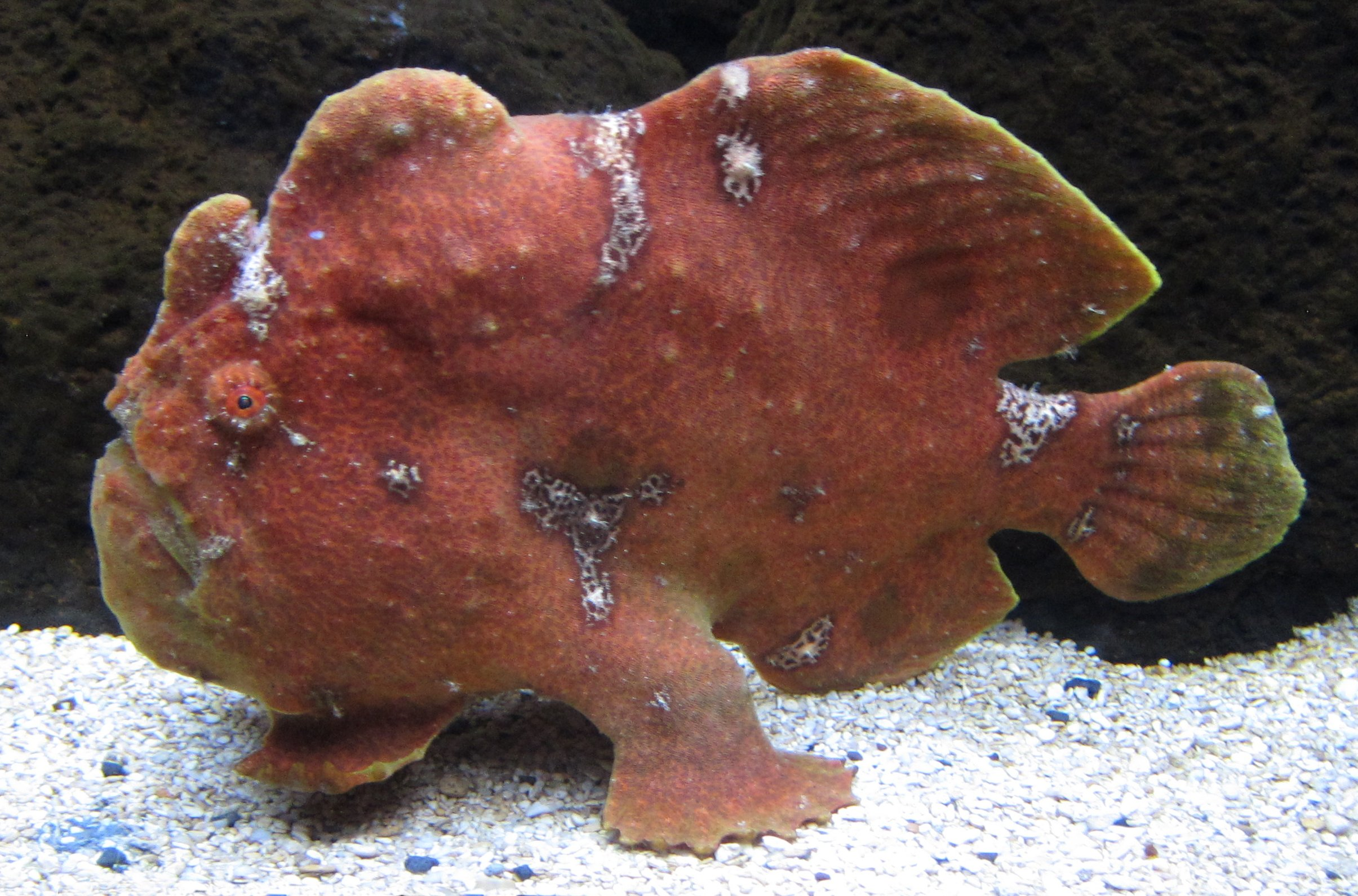
Poisson-grenouille géant au Waikiki Aquarium (Honolulu).

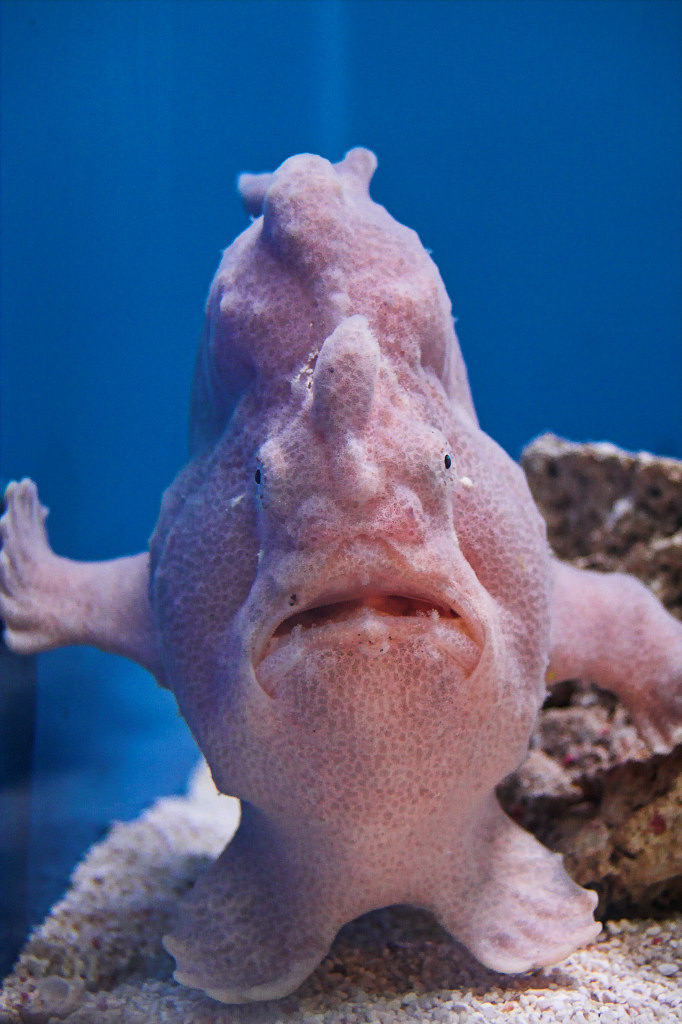
Poisson-grenouille géant utilisant ses nageoires pectoriales et pelviennes pour marcher et garder une position stable pour l'affût.

Antennarius commerson est un poisson de petite taille pouvant atteindre 38 cm de long. Comme tous les membres de cette famille, il possède un corps globuleux, extensible, à la peau flasque couverte de petites épines. Cette dernière est recouverte de quelques protubérances éparses ressemblant à des verrues et parfois d'un réseau de taches semblables à des croutes ainsi que de quelques ocelles ou taches circulaires.
Sa bouche de grande dimension est prognathe et lui permet d'engloutir des proies aussi grosses que lui.
La coloration du corps est extrêmement variable d'un individu à l'autre car elle s'harmonise aux teintes de l'environnement dans lequel il vit. Il a la capacité de changer de teinte en quelques semaines, en moyenne entre 2 et 5 semaines. Toutefois, les teintes dominantes sont constituées d'une gamme variée de gris, de crème, de rose, de jaune, de rouge, de brun jusqu'au noir avec des taches sombres circulaires ou de formes variables clairsemées.
Les juvéniles peuvent être aisément confondus avec ses proches cousins Antennarius pictus et Antennarius maculatus. Voici quelques points caractéristiques mais pas systématiques qui permettent de les différencier : en général A. maculatus a le bord des nageoires rouges ou orange ; A. maculatus a beaucoup de protubérances sur la surface de son corps ; A. pictus a une forte densité d'ocelles rappelant les orifices des éponges ; la nageoire caudale d'A. Pictus a trois ocelles relativement grandes disposées en triangle.
La première épine dorsale, dite illicium, est modifiée et sert de « canne à pêche ». Elle est munie à son extrémité d'un leurre caractéristique dont la forme est censée se rapprocher d'un petit poisson de teinte rosâtre à brunâtre semi-transparent. Quant à l'illicium, sa taille correspond approximativement à deux fois la hauteur de la deuxième épine dorsale. Cette dernière est pratiquement droite et est mobile, la troisième est courbée vers l'arrière du corps, toutes deux sont rattachées à la tête par une épaisse membrane. Elles sont bien séparées l'une de l'autre ainsi que du reste de la nageoire dorsale. Ces deux "épines", par comparaison aux autres proches congénères, sont plus épaisses et ont la forme d'un bulbe.
Les nageoires pectorales sont coudées et aident avec les nageoires pelviennes à la locomotion sur le fond ainsi qu'au maintien stable pour la position d'affût.

## Distribution
Antennarius commerson est présent dans les eaux tropicales et subtropicales de l'Océan Indien jusqu'à la partie orientale de l'Océan Pacifique.

## Habitat
Antennarius commerson fréquente les lagons, les récifs coralliens et rocheux abrités. Il se rencontre souvent sur les pilotis de pontons. Sa distribution verticale va jusqu'à 70 m de profondeur mais avec une profondeur moyenne d'occurrence à 20 m environ.

## Alimentation
Comme tous les antennaires, Antennarius maculatus est un carnivore vorace qui gobe toutes les proies qui passent à sa portée, principalement des poissons et même des congénères. Ses proies peuvent avoir des tailles proches de la sienne.

## Comportement
Cet antennaire a, comme beaucoup de ses semblables, un mode de vie benthique et solitaire. Ils se rassemblent en période d'accouplement mais ne se tolèrent plus à la suite de l'acte. Le mâle peut tuer ou manger la femelle si elle demeure à sa proximité.

## Galerie

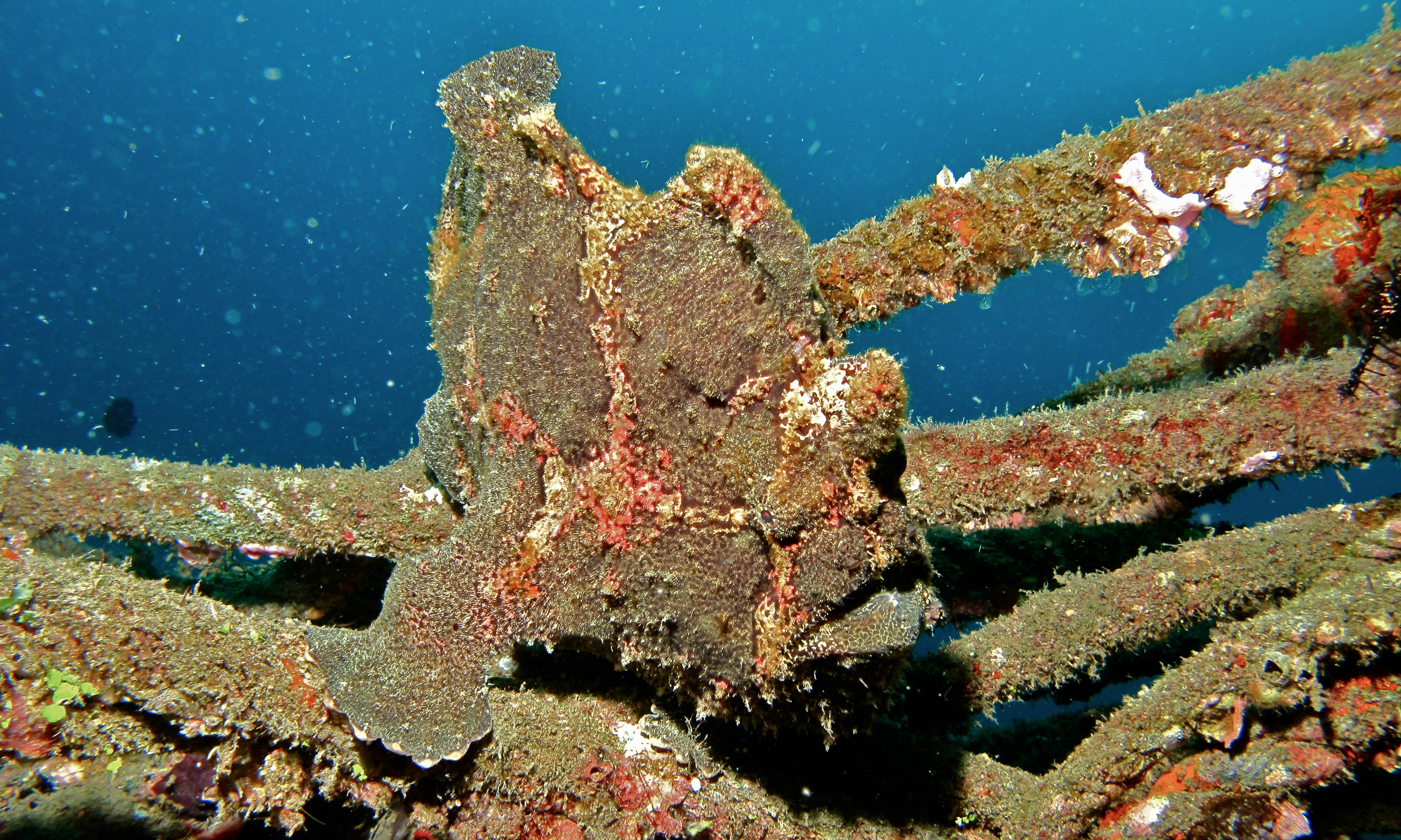
in vivo (Célèbes, Indonésie).
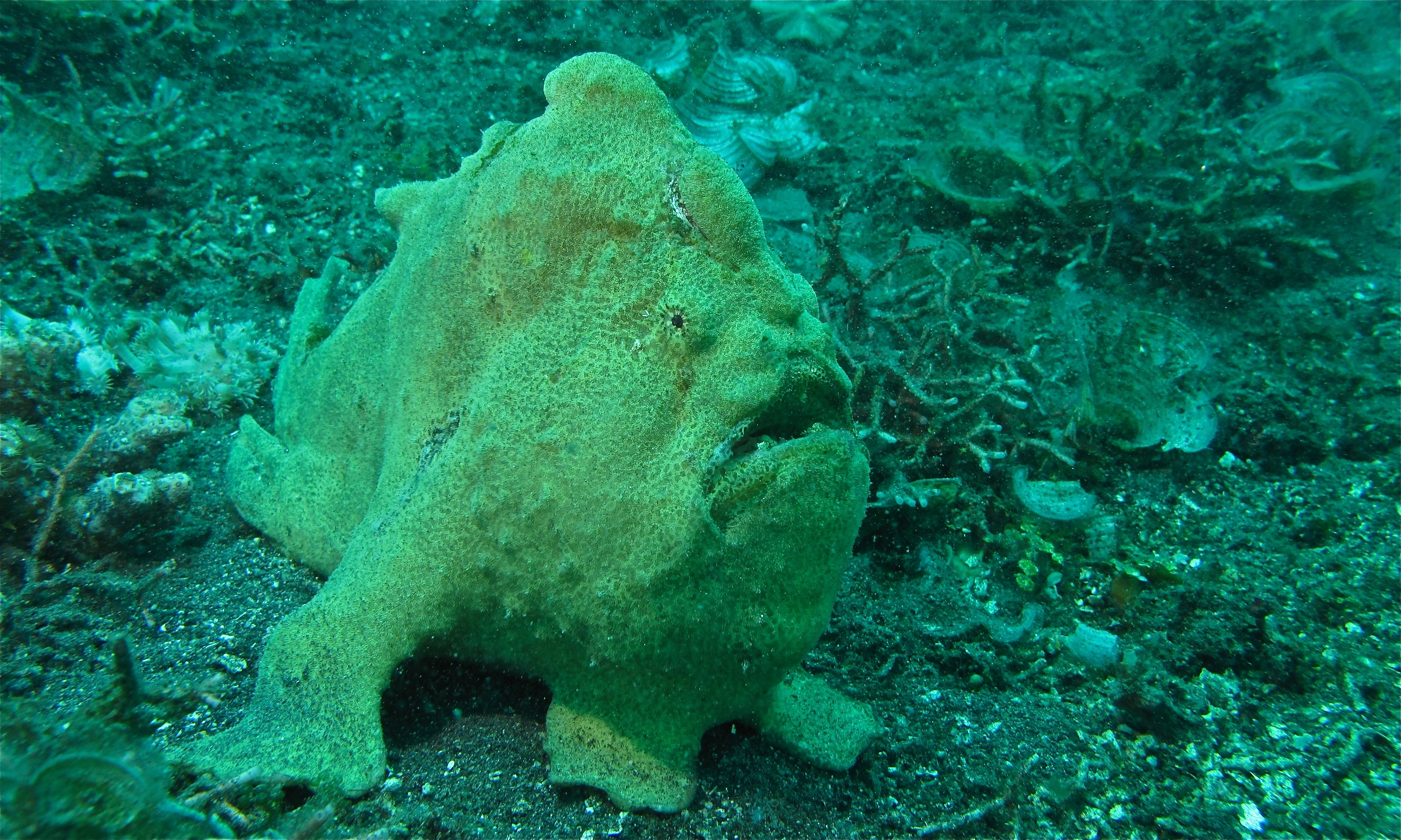
in vivo (Célèbes, Indonésie).
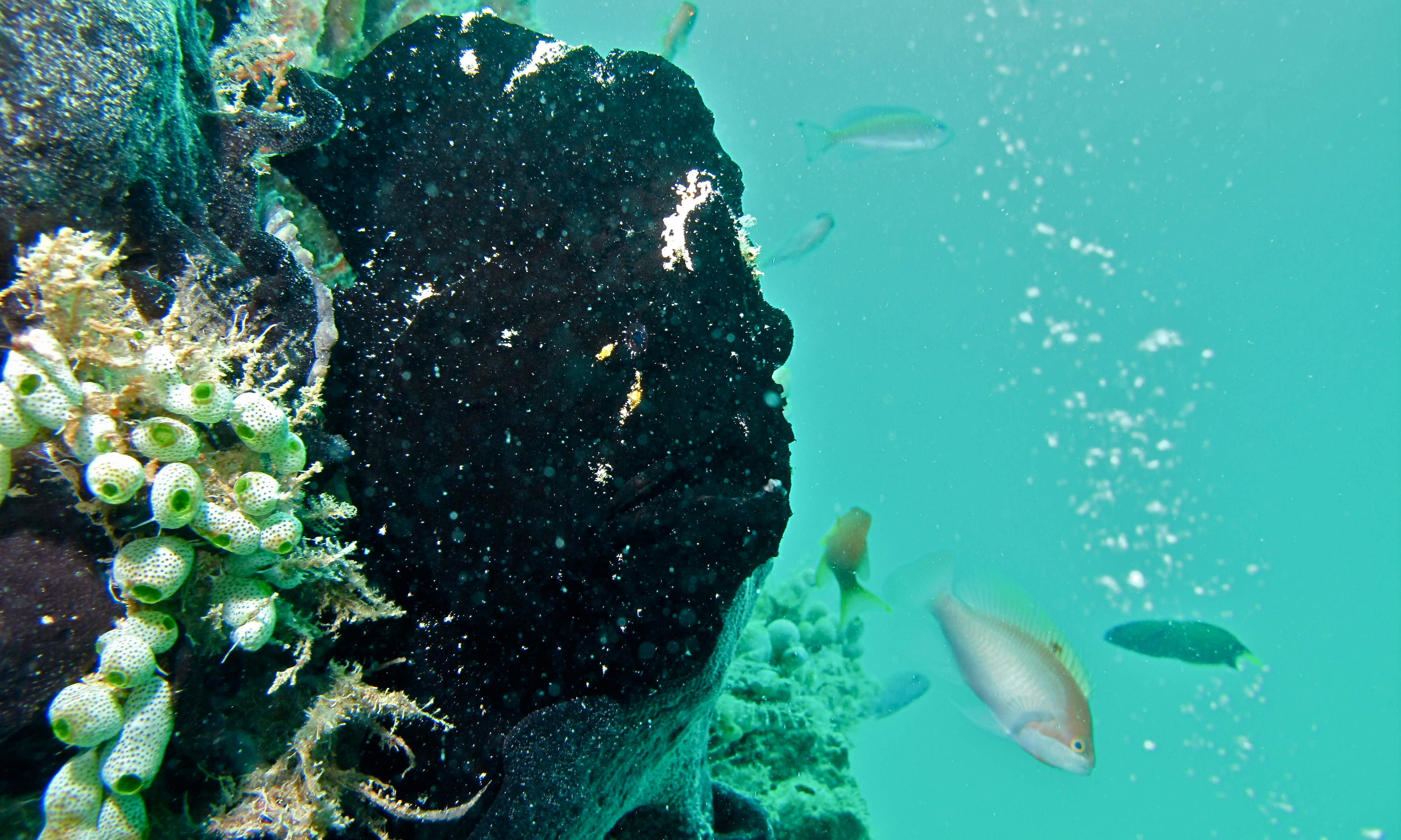
in vivo (Sabah, Malaisie).
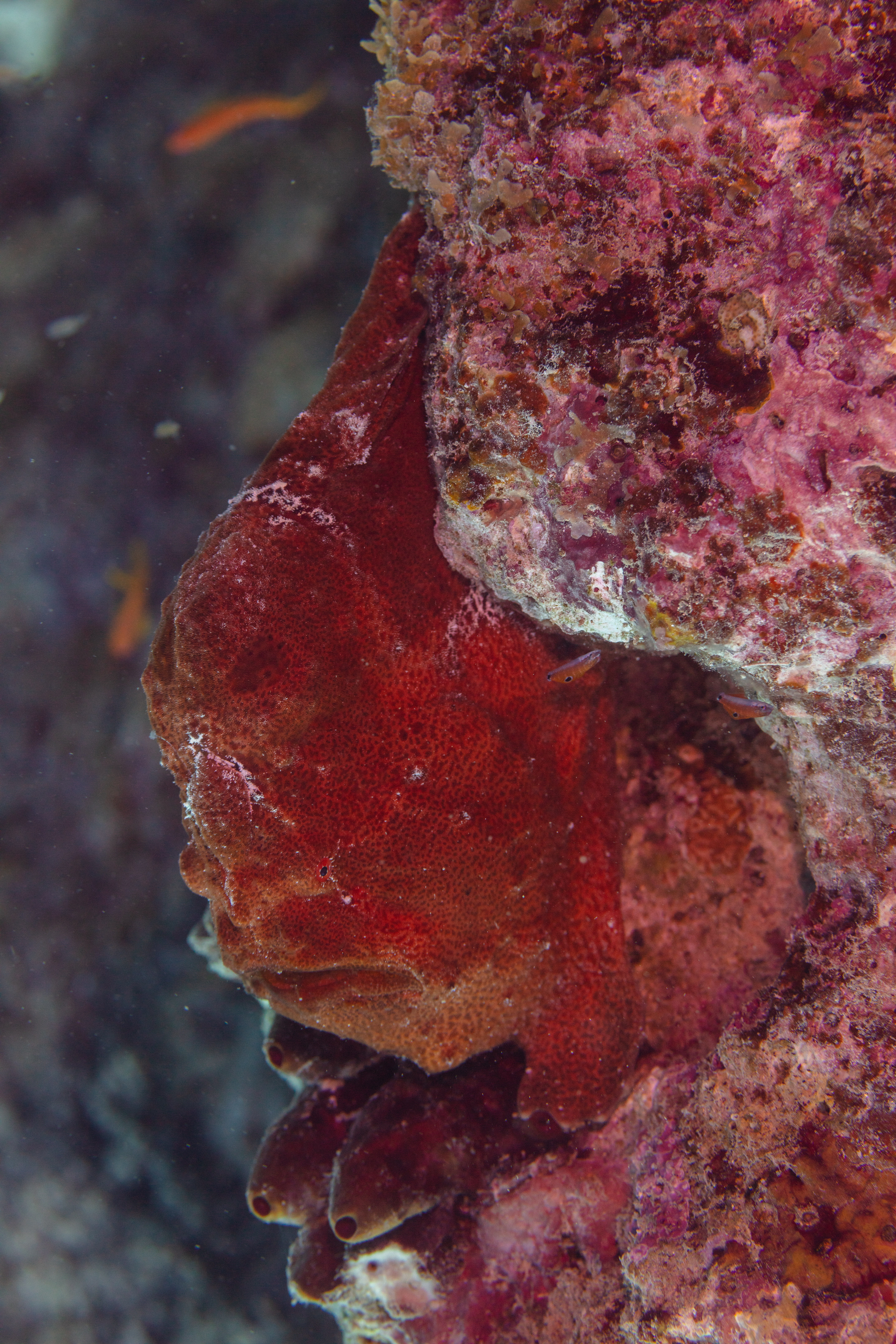
in vivo (Zanzibar, Tanzanie).
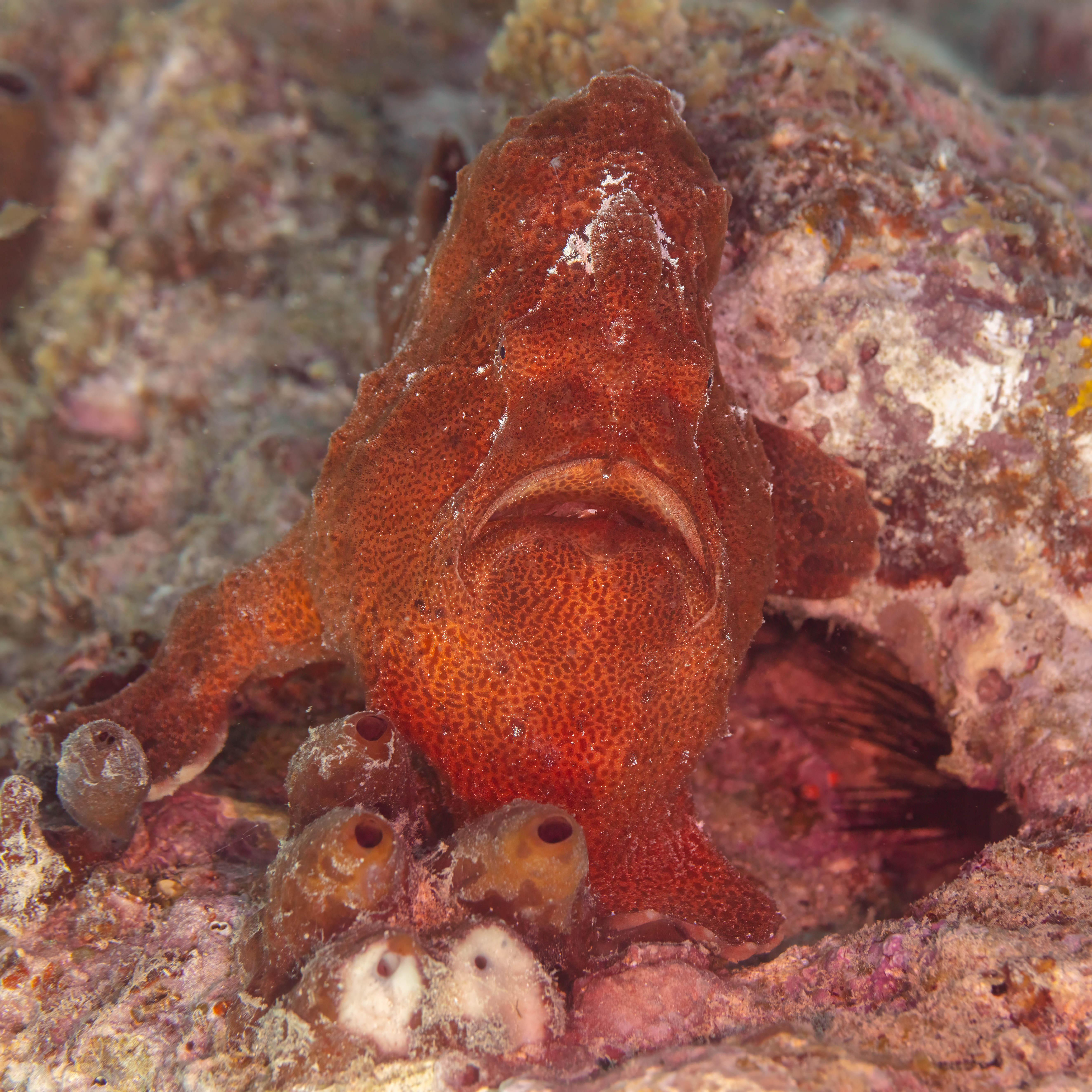
Vue de face.